# Francuskie terytoria zależne

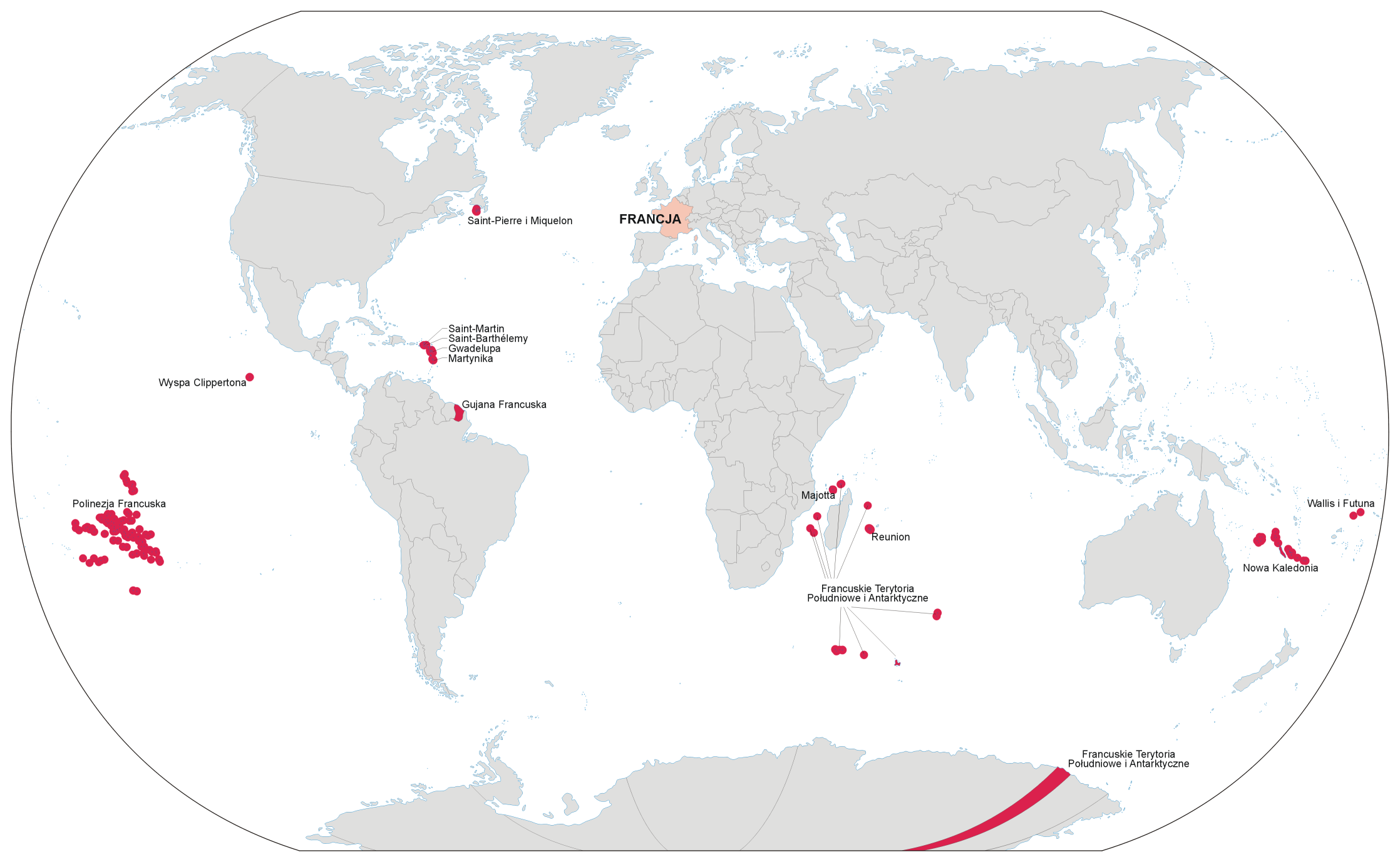
Terytoria zależne Francji

Francja jest jednym z kilku krajów posiadających terytoria zależne. Terytoria te potocznie zwane są d'outre-mer lub DOM-TOM – od obowiązujących do 2003 roku nazw départements d'outre-mer i territoires d'outre-mer.
W wyniku reformy konstytucji z 2003 roku i następnie reformy terytoriów zależnych w 2007, Francja ma obecnie 13 posiadłości pozaeuropejskich. Poszczególne posiadłości mają różne statusy, formy autonomii i formy zależności od Francji. Część z tych terytoriów formalnie stanowi integralną część Francji i wchodzi wraz z nią w skład Unii Europejskiej.
Obecnie Francja posiada następujące terytoria zależne:

## Departamenty zamorskie (regiony zamorskie)
- Gujana Francuska
- Gwadelupa
- Martynika
- Reunion
- Majotta

## Zbiorowości zamorskie
- Polinezja Francuska
- Saint-Barthélemy
- Saint-Martin
- Saint-Pierre i Miquelon
- Wallis i Futuna

## WspólnotaSui generis
- Nowa Kaledonia

## Terytorium zamorskie
- Francuskie Terytoria Południowe i Antarktyczne

## Posiadłość państwa
- Wyspa Clippertona